# Borci Gornji
Borci Gornji (en serbe cyrillique : Борци Горњи) est un village de Bosnie-Herzégovine. Il est situé dans la municipalité de Kotor Varoš et dans la république serbe de Bosnie. Selon les premiers résultats du recensement bosnien de 2013, il compte 100 habitants.

## Démographie

### Répartition de la population par nationalités (1991)
En 1991, le village comptait 462 habitants, répartis de la manière suivante :